# Повстання Томаса Ваєтта

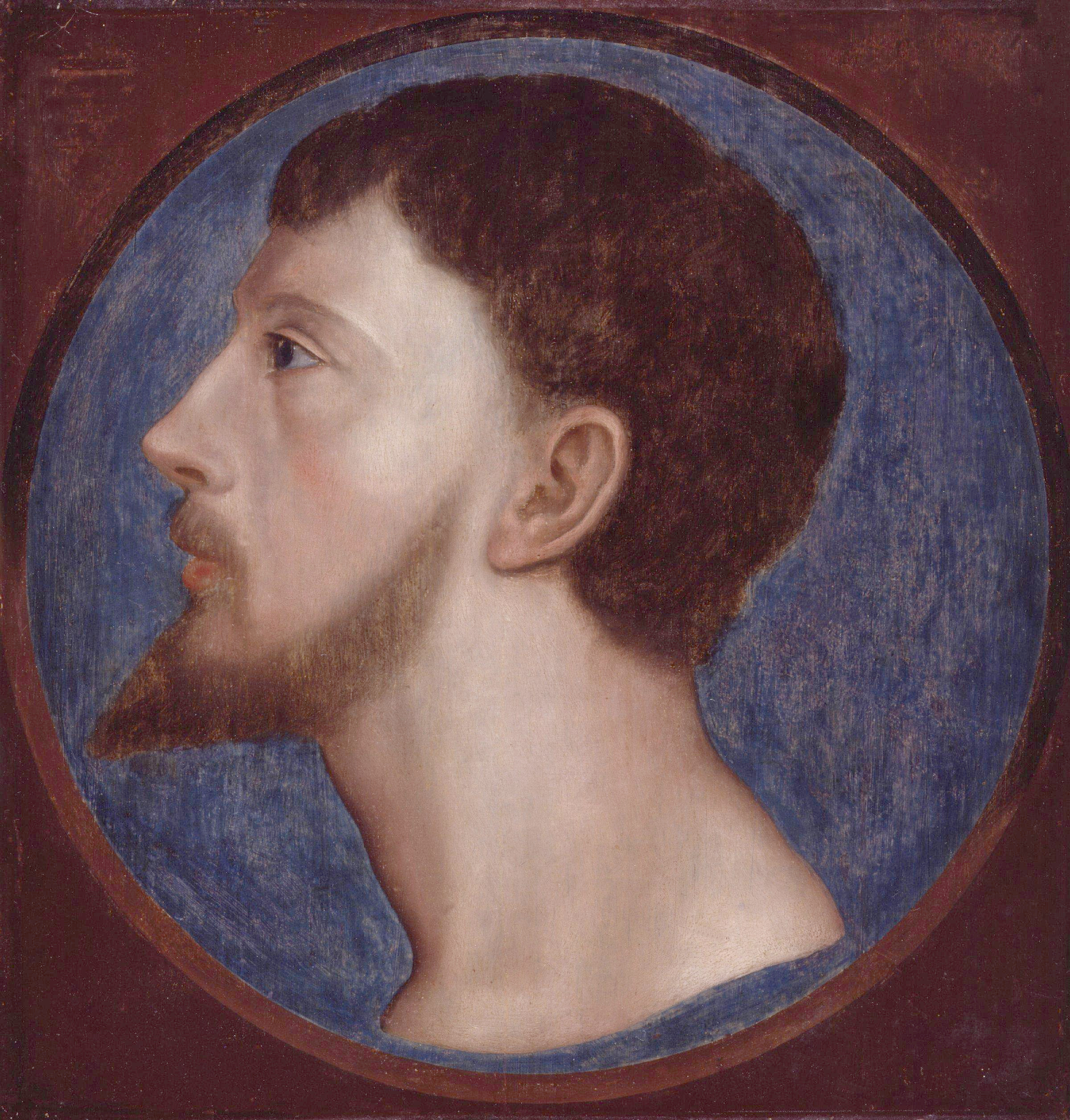
Керманич повстанців, Томас Ваєтт-молодший. Посмертний портрет, ймовірно, виконаний на основі портрета Ваєтта-старшого пензля Ганса Гольбайна

Повстання Томаса Ваєтта проти королеви Англії Марії Тюдор почалося в січні 1554 року. Змова, укладена в листопаді – грудні 1553 року, передбачала одночасне збройне повстання в чотирьох графствах Англії, проте відносний успіх мало тільки повстання в Кенті на чолі з Томасом Ваєттом-молодшим. З усіх заколотів епохи Тюдорів повстання Ваєтта було найближчим до захоплення верховної влади. Між 25 січня і 3 лютим 1554 року загони Ваєтта силами до 3 тисяч осіб зайняли графство, відбили удари урядових сил і увійшли в передмістя Лондона. 7 лютого повстанці пішли на штурм Лондона і були придушені урядовими військами. У бойових діях в Кенті і Лондоні загинули від 60 до 70 чоловік з обох сторін. Близько ста осіб були страчені, в тому числі Ваєтт і Генрі Грей, а також Джейн Грей і її чоловік Гілфорд Дадлі, які не брали участі у змові. Більшість учасників повстання були помилувані Марією.
Цілі і мотиви змовників точно не відомі. Повсталі проголошували своєю метою запобігання династичному шлюбу між Марією та іспанцем Філіпом. Найбільш ймовірно, що дійсними цілями були скинення Марії і передача корони її сестрі Єлизаветі.

## Передумови

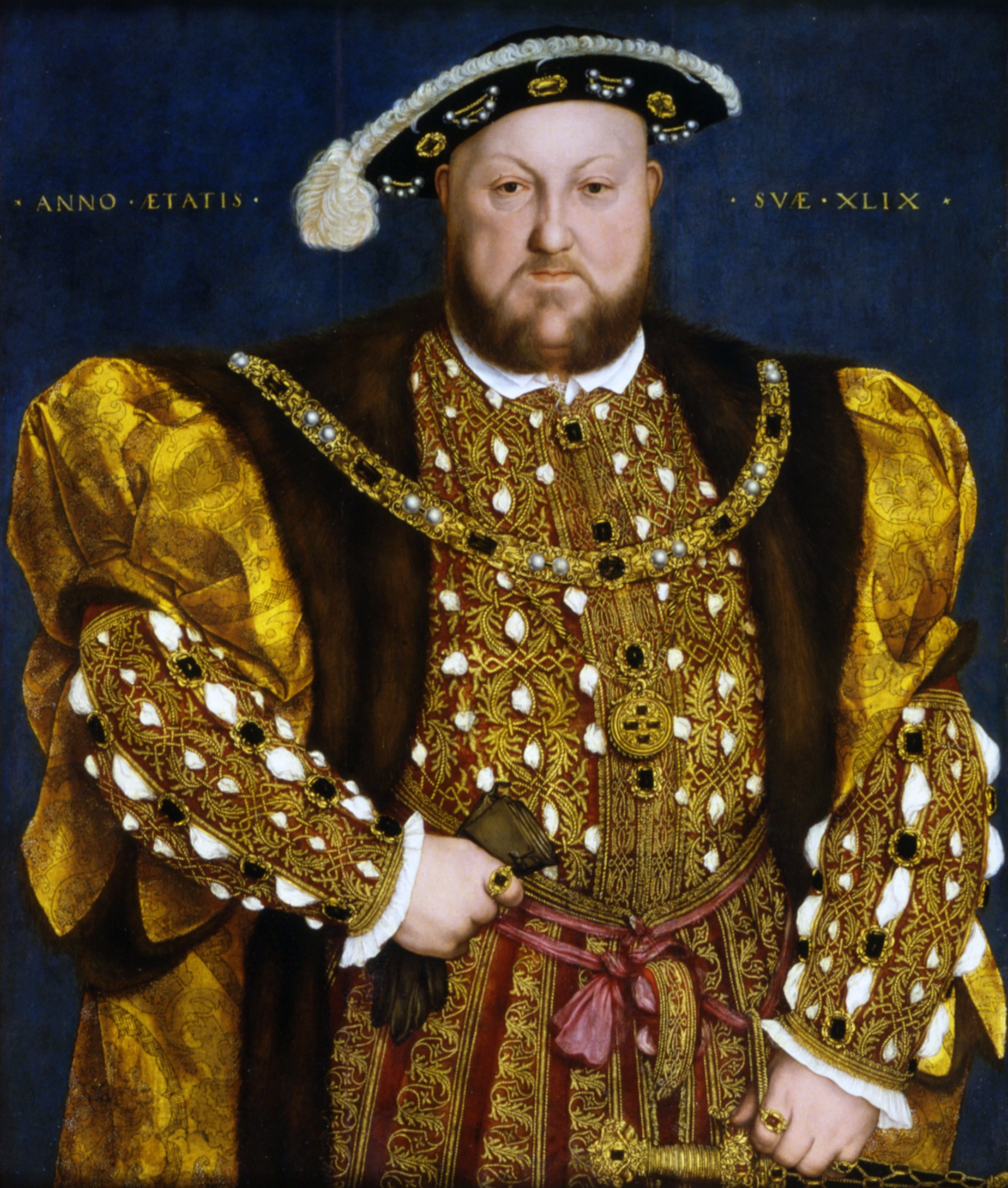
Генріх VIII, портрет 1540 року

У 1532–1539 роках король Англії Генріх VIII розірвав відносини з Ватиканом, заснував Церкву Англії і націоналізував монастирські володіння. Єпископи, які відмовилися підкоритися Актам про супрематію, були страчені. Наближені короля були щедро винагороджені монастирськими землями, а широке коло лояльного до Генріха дворянства збагатилося на земельних спекуляціях. Генріх був послідовний у грошових і політичних питаннях, але не мав твердої думки в питаннях віри — в наступні роки він схилявся і до реставрації католицького обряду, і до протестантизму. Його старша дочка Марія (1516–1558) виросла католичкою, син Едвард (1537–1553) — протестантом. Особисті релігійні погляди молодшої дочки Генріха Єлизавети (1533–1603) залишаються точно невідомими (у роки свого правління Єлизавета дотримувалася «середнього курсу» на примирення католиків і протестантів).
Генріх помер у 1547 році, передавши трон малолітньому Едварду. Призначена Генріхом рада верховників передала виключні регентські права Едварду Сеймуру (з 1547 року герцог Сомерсет). У 1549 році Сеймур потрапив у немилість, а місце регента обійняв Джон Дадлі (з 1551 року герцог Нортумберленд). І Сеймур, і Дадлі активно проводили протестантські реформи, але не могли змінити історично сформовану релігійність народу: протестанти були сильними при дворі, але абсолютна більшість англійців залишалася переконаними католиками. У 1549 році заміна богослужбових книг спровокувала народне повстання в західній Англії, а несправедливий розподіл земель і обгороджування — повстання Роберта Кета в Норфолку.

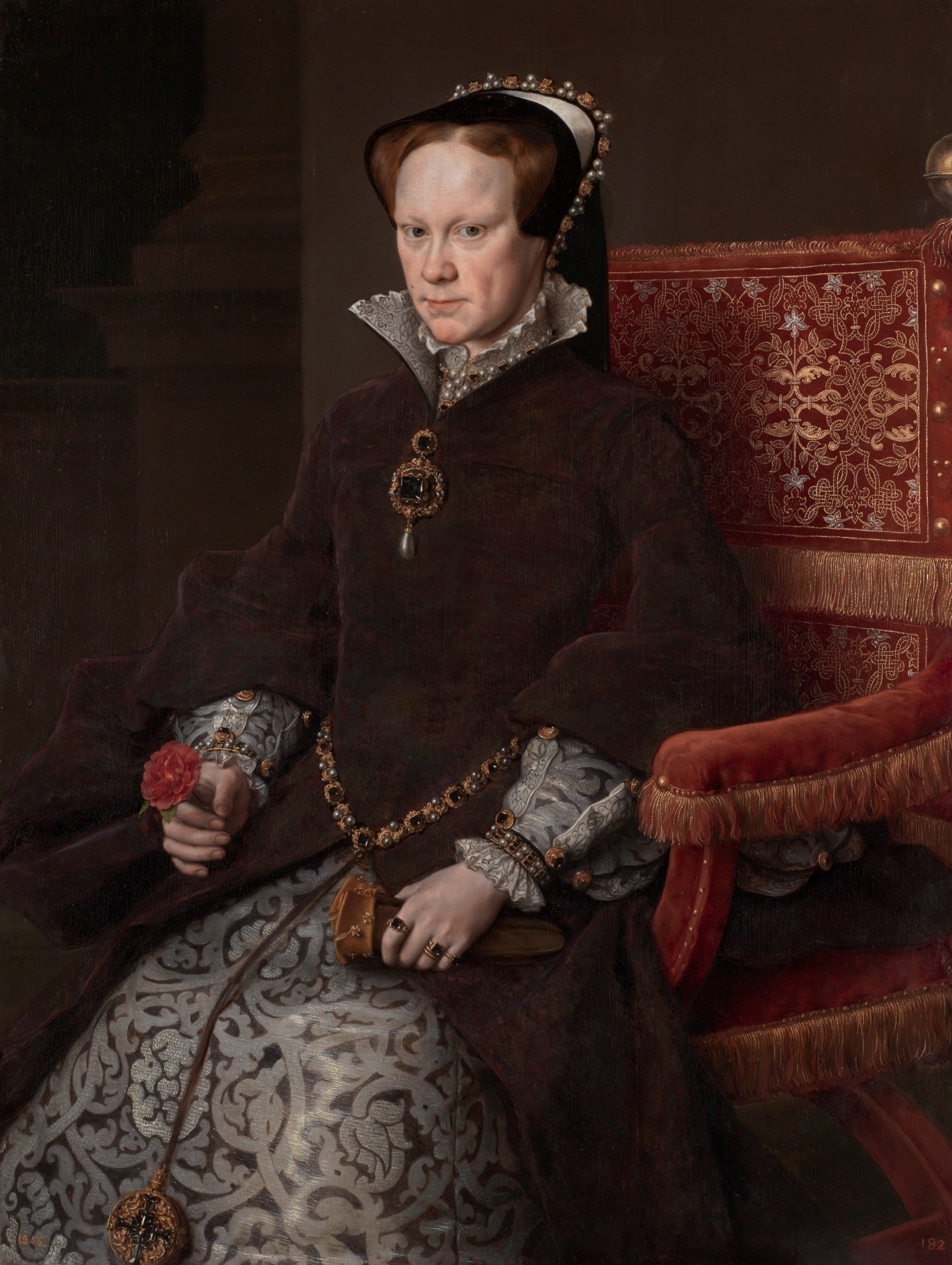
Марія I, портрет 1554 року

У лютому 1553 року Едвард захворів — як виявилося, невиліковно. Перебуваючи при смерті, під впливом Дадлі у червні 1553 року Едвард відсторонив Марію та Єлизавету від престолонаслідування і призначив своєю спадкоємицею шістнадцятирічну Джейн Грей, правнучку Генріха VII і невістку регента Дадлі. Після смерті Едварда 6 липня Джейн Грей «правила» Англією з 10 по 19 липня 1553 року. За цей час католичка Марія, що втекла з Лондона, зуміла мобілізувати значну армію і схилити на свій бік Таємну раду. Після того, як Джон Дадлі, розраховуючи на швидку військову перемогу, рушив навздогін за Марією, Рада скинула Джейн Грей і прикликала на трон Марію. Джон Дадлі здався на милість переможниці і був страчений 22 серпня 1553 року. Джейн Грей і її чоловік Гілфорд Дадлі були засуджені на смерть 13 листопада 1553 року, але Марія вагалася і не поспішала виконувати вирок.
Після перевороту неодружена Марія заопікувалася підбором відповідного нареченого. 2 серпня 1553 року Марія публічно сказала, що, як приватна особа, вона не збиралася вступати в шлюб — але, ставши королевою, вона мусила знайти собі чоловіка. Свій вибір Марія довірила двоюрідному братові і наставнику Карлу V, зробивши застереження, що остаточне рішення залишається за нею. Першим, очікуваним і прийнятним для знаті кандидатом став Едвард Кортні, правнук короля Едуарда IV і далекий родич Марії. Усе своє свідоме життя, з 1538 по 1553 рік, він провів в ув'язненні в Тауері. Марія звільнила Кортні і повернула йому титул графа Девон, але особисто з ним не зустрілася. Ймовірно, вона чекала, що Кортні сам шукатиме зустрічі з нею, але той, побоюючись придворних інтриг, не вжив жодних заходів до зближення. Інтриги все ж пішли — з боку іспанських послів, які поширювали чутки про можливий союз між Кортні і Єлизаветою.

## Змова

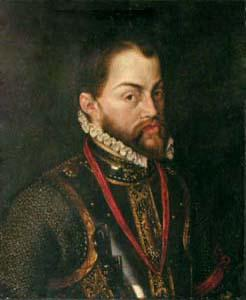
Філіп II, фрагмент портрета 1557 року

29 вересня 1553 року Марія прийняла до Ордену Лазні групу нових кавалерів, включаючи Кортні і Генрі Невілла, лорда Абергавенні, а 1 жовтня коронувалася у Вестмінстерському абатстві. До того часу скарбниця королівства спорожніла і Марії довелося серйозно замислитися про зовнішні позики. На думку Девіда Лодса, Марія усвідомлювала свою нездатність керувати країною і в скрутну хвилину спиралася в першу чергу на своїх родичів по материнській лінії — іспанських Габсбургів, яких представляв в Лондоні посол Симон Ренар. Під впливом Ренара королева відмовилася від шлюбу з Кортні на користь іспанця Філіпа II. 23 жовтня Марія, не називаючи імені Філіпа, роз'яснила своє рішення вельможам і єпископам, які просили її про шлюб з Кортні: державі і королеві потрібен не шлюб з англійцем, але династичний союз з могутньою дружньою державою. 16 листопада депутати Палати громад звернулися до Марії з петицією на користь шлюбу зі співвітчизником і отримали жорстку відмову. Чутки про майбутній шлюб з Філіпом просочилися з палацу на вулиці, розбурхавши лондонську чернь і дворянську опозицію. Народ не довіряв іспанцям, дворяни-протестанти обґрунтовано побоювалися католицької реакції.
На думку Лодса, заколот зародився саме в середовищі парламентарів, незгодних з вибором королеви. Ядро змови склали депутати Ніколас Арнолд, Пітер Керью, Джеймс Крофт (Крофтс), Вільям Пікерінг, Едвард Робертс, Томас Ваєтт і Джордж Харпер, а також Вільям Вінтер і Вільям Томас. Арнолд, Крофт, Керью, Ваєтт були великими землевласниками, Пікерінг — послом у Франції за часів Джона Дадлі, Вінтер служив контролером флоту, Томас — клерком Таємної ради. Керью, Пікерінг, Томас і Ваєтт були протестантами, інші змовники не мали явних релігійних переконань. Всі, окрім Томаса, належали до вищого класу англійського суспільства, але впливових вельмож і воєначальників серед них не було. Найзначніші діячі часів Генріха VIII і Едварда, які дожили до листопада 1553 року, розсудливо воліли залишатися у тіні: до змови долучився тільки Генрі Грей, батько Джейн Грей.

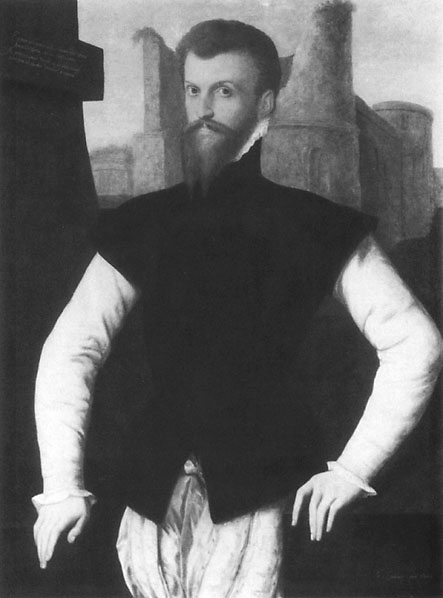
Едвард Кортні, прижиттєвий портрет

26 листопада 1553 року незгодні вперше зустрілися в околицях лондонського замку Бейнерд, щоб обговорити можливість перевороту. Вільям Томас, який, можливо, організував цю зустріч, наполягав на вбивстві Марії, але більшість змовників висловилися за збереження їй життя. Місце Томаса на чолі змови перейшло до Джеймса Крофта. До 22 грудня визначилася тактика повстання. Заколот повинен був спалахнути на Великдень, 18 березня 1554 року, одночасно в чотирьох місцях: Крофт відповідав за бунт в Хартфордширі, Генрі Грей — в Лестерширі, Ваєтт — в Кенті, Керью з підтримкою Кортні — в Девоні. Саме Девон — батьківщина Кортні і ймовірний плацдарм висадки іспанців — вважався першочерговою ціллю. Кортні був посвячений у змову, але не взяв у ній активної участі. На думку біографа Кортні Джеймса Тейлора, проживши половину життя в тюремній камері, Кортні навряд чи ризикнув би своєю довгоочікуваною свободою. Ані Ваєтт, ані його найближчі прихильники не сказали на допитах ні слова проти Кортні і Єлизавети. Лише Ніколас Трокмортон дав свідчення про те, що Кортні нібито повинен був супроводжувати Трокмортона в поїздці до Керью з метою почати заколот в Девоні і Корнуоллі. Були й непрямі свідчення того, що незадовго до повстання Кортні бував у місцях, де він міг би зустрічатися з Ваєттом, але нічого певного.
Дійсна мета змови залишається невідомою. На суді змовники клялися, що їх єдиною метою було примусити Марію відмовитися від шлюбу з Філіпом. Ренар і єпископ Стефан Гардінер вважали, що змовники планували передати корону Єлизаветі. Гардінер вважав, що змовники мали намір відновити едвардівську політику в справах релігії — що мало на увазі скинення католички Марії. Ренар стверджував, що реальним двигуном змови був французький двір, а Єлизавета свідомо виконувала французькі інструкції. Змовники дійсно використовували ім'я Єлизавети в агітації, посилали їй листи-звернення, але сама Єлизавета в змові участі не брала і не зробила нічого, що могло б її скомпрометувати.
Згідно з найбільш поширеним сучасним трактуванням, змовники вирішили силою відсторонити Марію від влади, передати корону Єлизаветі і видати її в шлюб з Кортні, тим самим відновивши в країні протестантизм часів Едварда VI. Менш імовірно, що вони збиралися повернути корону Джейн Грей. Значення релігійного фактору може бути оцінене лише приблизно, оскільки бунтівники навмисно уникали твердих заяв з питань віри. Ваєтт інструктував своїх прихильників: «Ви не повинні навіть згадувати релігію, бо це відверне від нас серця багатьох» (англ. You may not so much as name religion, for that will withdraw from us the hearts of many).
Мотиви заколотників також не цілком зрозумілі: змова об'єднала людей різного суспільного становища, з різними інтересами. Землевласники (і католики, і протестанти), що зайняли колишні монастирські землі, побоювалися реституції своїх володінь католицькою церквою. Багато хто припускав, що Філіп втягне Англію в руйнівні війни в інтересах Габсбургів. Маси ремісників, що прилучилися до повстання, страждали від кризи легкої промисловості, що розпочалася у 1551 році, але неможливо виділити який-небудь цех, який би істотно виграв в разі перемоги заколотників. Ті ж класи суспільства виступали і на боці Марії; Лодс вказує на «чудову схожість» біографій і суспільного становища глави змови Томаса Ваєтта і його непримиренного супротивника — шерифа графства Кент Роберта Саутвелла. На думку Лодса, повстання Ваєтта в Кенті, на відміну від селянських повстань, не мало класової складової: під час походу на Лондон заколотники-простолюдини не розграбували по своїй волі жодного панського маєтку.

## Передчасний початок

Початок повстання: четверо керманичів висуваються у райони збурень

В кінці грудня 1553 року прихильники Марії отримали перші звістки про змову. На початку січня 1554 року Гардінер дізнався про це від самого Кортні. Тоді ж, не пізніше 7 січня 1554 року, про змову стало відомо і Ренару, і посол поквапився попередити королеву. Таємна рада пішла на безпрецедентний крок, опублікувавши 14 січня умови шлюбного контракту між Марією і Філіпом. Уряд Марії відкрив свої карти, запрошуючи заколотників зробити хід. Ті, виявили стеження і, вирішивши, що час настав, 18 січня 1554 року почали діяти. Цей заколот з самого початку розпався на чотири незалежні одна від одної кампанії, і тільки одна з них, повстання Томаса Ваєтта в Кенті, стала реальною загрозою для Марії та її уряду. Виступи Генрі Грея і Пітера Керью були пригнічені без пролиття крові, а Джеймс Крофт зовсім не починав активних дій.
Пітер Керью почав першим. Ще 2 січня 1554 року він отримав наказ з'явитися до Таємної ради. Мета цього виклику залишилася невідомою; можливо, справа не була пов'язана з чутками про змову — але Керью припустив найгірше і втік морем в Девон. У цьому графстві заколот міг мати міцну підтримку — місцеве населення було серйозно стурбоване чутками про висадку іспанців. Однак на початку січня шериф графства, католик сер Томас Денніс перехопив ініціативу, переконав найбільших землевласників зберегти вірність Марії і взяв під свій контроль стратегічне місто і порт Ексетер. 17 січня Керью відкрито оголосив початок повстання, а Денніс оголосив в Ексетері стан облоги. 19 січня в Ексетер доставили ордер на арешт Керью, виписаний Таємною радою ще 16 січня. Незважаючи на симпатії чималої частини девонських простолюдинів, Керью не зумів переломити ситуацію на свою користь. Кортні залишався в Лондоні, його девонська рідня відмовилася долучитися до заколоту, а деякі відкриті союзники Керью, на кшталт сімейства піратів КіллігрюKilligrew, принесли більше шкоди, ніж користі. Досвідчений солдат Керью зрозумів, що штурм Ексетера з його силами неможливий, і відмовився від боротьби. 23 січня він написав Деннісу, що їде в Лондон, щоб здатися на милість Таємної ради. 24 січня Керью демонстративно послав обоз із припасами на свою базу, імітуючи підготовку до оборони від урядових сил, а в ніч на 25 січня втік на піратській шхуні в Нормандію (на думку Фруда, втеча Керью була влаштована Деннісом, який хотів уникнути відкритого зіткнення).
Генрі Грей (герцог Саффолк) залишався в Лондоні до ранку 25 січня. Того дня, коли Ваєтт підняв в Кенті відкритий заколот, Грей втік з Лондона на північ, піднімати повстання в Лестерширі. У той же день по його слідах вирушив загін прихильників Марії. Грей не був популярним в рідному графстві, де народ дотримувався католицизму і був байдужий до заклинань про «іспанську загрозу». Йому дозволили агітувати проти Марії і Філіпа в Лестері, але він зміг завербувати там всього 140 бійців — ймовірно, своїх власних васалів. 30 січня Ковентрі, місто, яке, на думку Грея, повинно було стати йому опорою, відмовилося відкривати ворота заколотникам. Дізнавшись про це, Грей відмовився від боротьби, розпустив свій загін і здався на милість переможців.
Джеймс Крофт залишався в Лондоні до 19 січня включно. 20 січня він відвідав у Ешрідже Єлизавету і безуспішно намагався переконати її виїхати подалі від Лондона і Марії. Після цього Крофт не вжив жодних активних дій, і його ім'я зникло з історичних свідчень аж до його арешту 13 лютого. Чутки про загони заколотників в Хартфордширі, де Крофт збирався підняти заколот, виявилися помилковими.
Едуард Кортні остаточно вибув з боротьби 21 січня. У цей день Гардінер викликав до себе Кортні і вчинив йому жорсткий допит. Єпископ переконав Кортні розірвати всі зв'язки зі змовою і зачаїтися, а потім знищив документи, які компрометували Кортні.
До 22 січня двір залишався в невіданні про найнебезпечніший напрямок заколоту, очолюваний Томасом Ваєттом. Найнебезпечнішим ворогом Марії в ці дні здавалася Єлизавета. Гардінер переконував Марію в тому, що заколотники хочуть привести до влади Єлизавету, і вимагав її негайного арешту. У липні 1553 Єлизавета легко мобілізувала дві тисячі озброєних вершників — силу, з якою не могли не рахуватися при дворі. Марія зажадала, щоб Єлизавета, яка знаходилася в Ешріджі, в двадцяти семи милях від Лондона, негайно прибула до двору у Вестмінстер. Єлизавета в ці дні була нездорова, але посланці Марії примусили її до переїзду. Поїздка, яка зайняла п'ять діб, фактично була арештом: Марії була необхідна не присутність Єлизавети в Лондоні, а її ізоляція. Свідчення сучасників про цей епізод вкрай суперечливі — ясно тільки те, що Єлизавета, яка не брала участь у змові, не намагалася, та й не могла втекти від сестри.

## Похід Ваєтта

### Розгортання

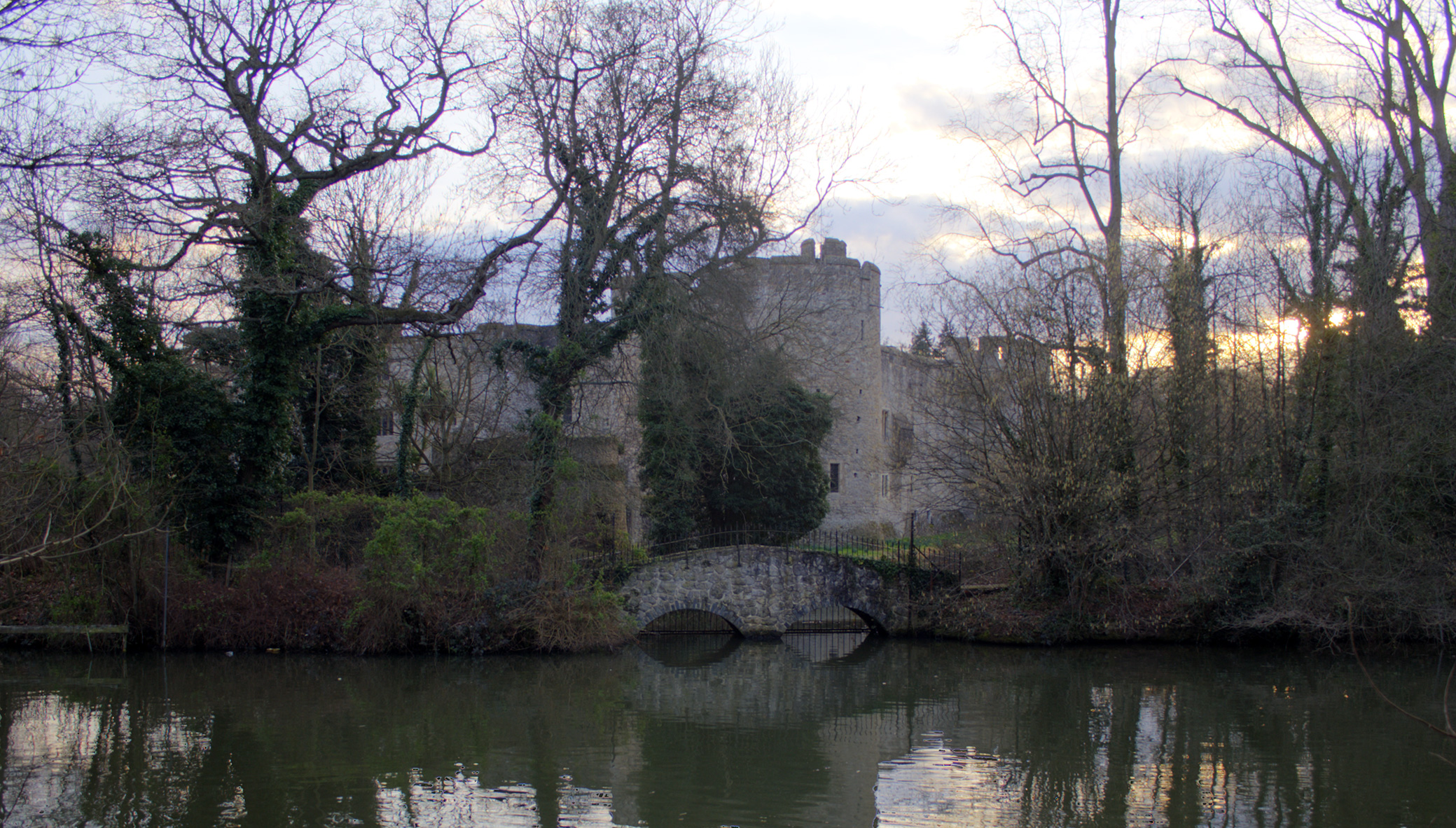
Замок Аллінгтон — родовий маєток Ваєттів

У п'ятницю 19 січня Ваєтт у супроводі Пікерінга приїхав з Лондона в родовий замок АллінгтонAllington Castle в Кенті. Графство Кент, стратегічно розташоване між Лондоном і Па-де-Кале, завжди становило особливий інтерес для англійських монархів. Тюдори побоювалися посилення місцевих сімейств і за можливості винагороджували своїх наближених саме кентськими землями. Так наприкінці XV століття в Кенті облаштувалося сімейство Ваєттів, а в 1540-х роках — лондонський суддя і земельний спекулянт Роберт Саутвелл, брат вельможі Річарда СаутвеллаRichard Southwell (courtier). У Кенті зосередилися маєтки діючих чиновників, дипломатів і суддів, тому місцеве дворянство, як вважали в Лондоні, не становило загрози для королівської влади. Селяни і міська чернь, навпаки, вирізнялася схильністю до збурень.
Томас Ваєтт-молодший у тридцять два роки вже мав п'ятьох дітей і встиг послужити шерифом графства. Під час повстань 1549 року він отримав досвід організації ополчення, тому обурення серед дворян-протестантів не становило для нього особливої проблеми. Його найближчі союзники Харпер, Калпеппер і Генрі АйсліHenry Isley також служили шерифами Кента; Ваєтт, Калпеппер і брати Айслі жили в Кенті постійно і тому мали сильний вплив на свою клієнтуру.

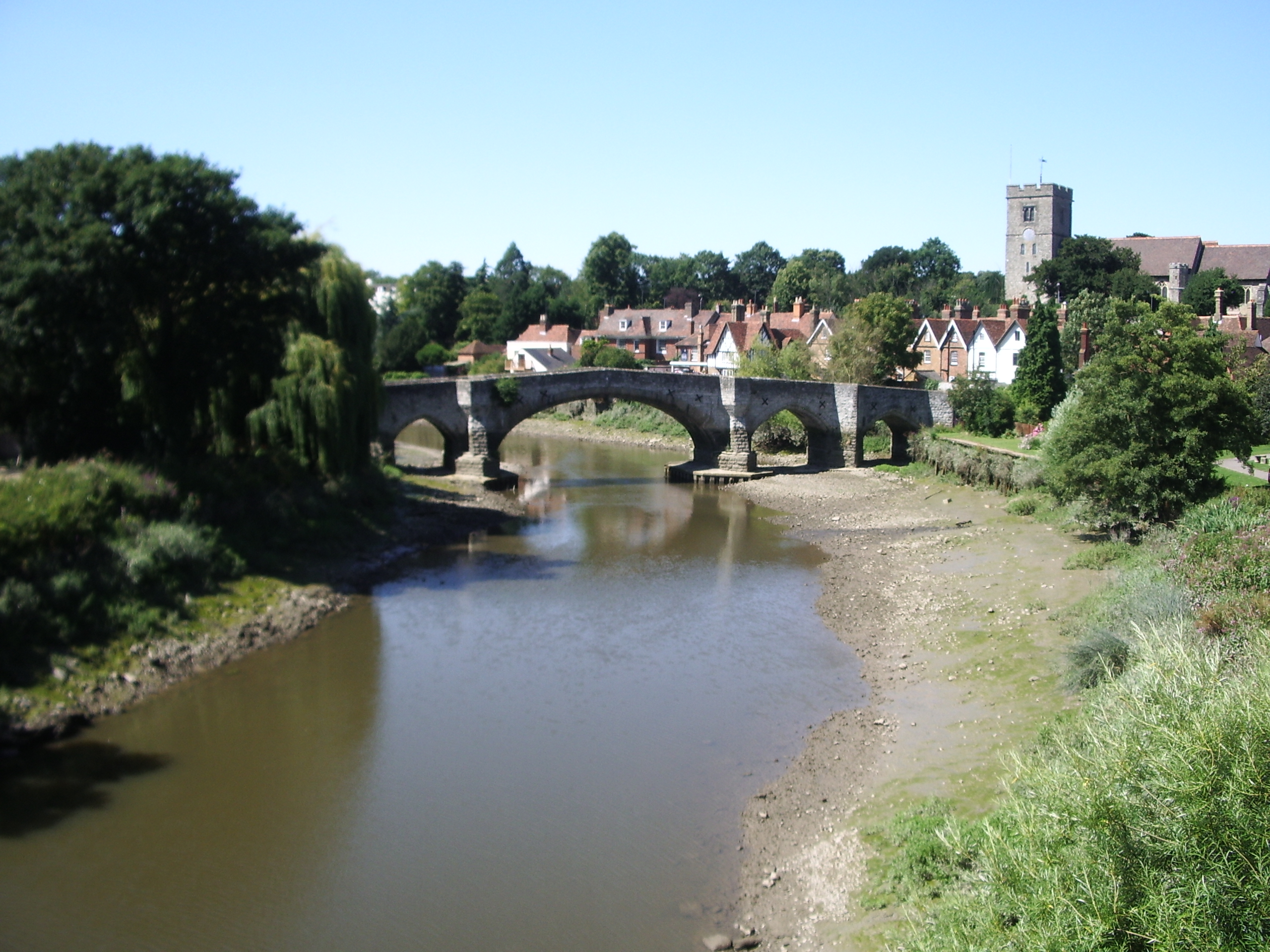
Село Елфорд^{Aylesford} на ріці Медвей поблизу Мейдстона — вербувальна база Ваєтта. Дванадцять жителів Елфорда були звинувачені в участі у заколоті

19 січня Ваєтт послав гінців до родичів і знайомих, запрошуючи всіх зібратися на військову раду в замку Аллінгтон. 20 і 21 січня зібрані у замку виробили тактику дій, призначили відкритий виступ на 25 січня і розіслали по всіх графствах Англії гінців з обурливими прокламаціями (вони були опубліковані одночасно, 25 січня). Ваєтт не розкрив союзникам справжні цілі змови: за його легендою, виступ в Кенті було частиною загального руху за порятунок королеви «від злих радників і її власних помилок». Ваєтт намагався залучити до змови Саутвелла (католика, але супротивника шлюбу Марії і Філіпа) і його свояка лорда Абергавенні, але вони залишилися вірні королеві і очолили опір заколоту. Всього, за даними слідства, до змови було залучено близько тридцяти кентських дворян, у тому числі математик і астроном Леонард ДіґґсLeonard Digges (scientist).
22 січня до Марії дійшли перші чутки про збурення в Кенті, вона послала Ваєтту примирливого листа з пропозицією почати переговори про мирний вихід з кризи. Марія намагалася виграти час і не збиралася навіть обговорювати відмову від шлюбу з Філіпом. Ваєтт, розуміючи наміри королеви, відмовився від переговорів і вигнав її гінців з Кента. 23 січня заколотники почали агітувати кентських простолюдинів до повстання «проти іспанців». Саутвелл примітив одного такого агітатора, Вільяма Айслі, але перша спроба мобілізувати місцевих дворян проти заколоту зірвалася — всі вони «раптом» кудись поїхали. За матеріалами судів над бунтівниками, Ваєтт зумів завербувати жителів 124 церковних парафій по всьому графству. Більшість підслідних жили в околицях родових помість Ваєтта і його найближчих союзників. Населення узбережних міст на сході Кента, що знаходилося під контролем Саутвелла і Абергавенні, в заколоті участі майже не брало.
Вранці 25 січня в селах, що знаходилися під впливом змовників, задзвонили церковні дзвони, і завербовані селяни потягнулися в міста. Ваєтт підняв прапор повстання і зачитав звернення в Мейдстоні, його союзники зробили те ж саме в Тонбріджі, Рочестері, Маллінзі та інших містах і містечках. Лише троє мирових суддів марно намагалися зупинити заколот. Увечері 25 січня Саутвелл сповістив Марію, що становище настільки небезпечне, що королеві слід залишити Лондон.

### Перемога при Рочестері

Пересування головних сил повстанців з 25 січня по 7 лютого 1554 року. Кольором виділені сучасні межі Великого Лондона.

26 січня Ваєтт перехопив королівський караван річкових суден з артилерією й боєприпасами. 26 або 27 січня уряд в Лондоні нарешті проголосив Ваєтта зрадником; у відповідь Ваєтт оголосив поза законом Саутвелла, Абергавенні і всіх їхніх союзників. Таємна рада, що загрузла в інтригах, не збиралася допомагати Марії: сильна королева здавалася верховникам більшим злом, ніж збройний заколот. Єдиним виходом для Марії стало пряме звернення до міської корпорації Лондона. Муніципалітет зібрав каральний загін з 800 ополченців (англ. Whitecoats), який очолив старий герцог Норфолк. На думку Лодса, або Норфолк був обраний за його беззастережну відданість католицизму, або його навмисно принесли в жертву. Норфолк не мав жодних шансів: всі його офіцери і більша частина ополченців співчували заколотникам.
До 27 січня Ваєтт мав у своєму розпорядженні 2000 бійців в Рочестері, у 35 милях від Лондона, а сильні загони братів Айслі займали Тонбрідж і Севенокс. Місцеве населення — клієнтура Ваєтта і його союзників — не підтримувало лоялістів. Саутвелл і Абергавенні з 600 бійцями перекрили в Маллінгу дорогу, що з'єднувала Тонбрідж і Рочестер, не дозволяючи Томасу Айслі з'єднатися з силами Ваєтта. Інший загін лоялістів на чолі з бароном КобхемаGeorge Brooke, 9th Baron Cobham (400 бійців) займав Грейвсенд.
28 січня загін Генрі Айслі (500 бійців) несподівано вийшов з Севенокса в Рочестер. Саутвелл прийняв бій і розбив заколотників під РутемомWrotham, захопивши близько 60 полонених. Генрі Айслі втік з Кента на захід. Жорстку протидію Саутвелла заколотникам, на думку Лодса, міг пояснювати його особистий конфлікт з Ваєттом, але ніяких свідоцтв цього не збереглося. Особиста рішучість Саутвелла не могла компенсувати слабкість його впливу на місцеве дворянство: він лише нещодавно влаштувався в Кенті і не мав родинних зв'язків з сусідами. Такі зв'язки і вплив мав союзник Саутвелла лорд Абергавенні, спадкоємець найдавнішого, але не найбагатшого кентського сімейства.
Після сутички під Рутемом учасникам конфлікту з обох сторін здалося, що заколот досяг вищої точки, але це було помилкою. У той же день 28 січня Норфолк привів свої сили (1200 осіб, включаючи загін з Грейвсенда, з вісьмома гарматами) до Рочестера. З табору заколотників до Норфолка біг Джордж Харпер; командувач радо прийняв старого знайомого, а той переконав його в слабкості позиції Ваєтта. Вночі Харпер, який діяв за завданням Ваєтта, організував перехід лондонців на бік заколотників. Вранці 29 січня, коли Норфолк повів своє військо на приступ, лондонці з криком «Ми всі англійці! До Ваєтта!» (англ. We are all Englishmen! A Wyatt! A Wyatt!) повернули зброю проти свого командувача. Норфолк спробував відбитися від лондонців артилерійським вогнем, а коли бунтівники захопили батарею — втік до Лондона. Барон Кобхем розпустив залишки свого загону і зачинився в замку КулінгCooling Castle, а Саутвелл, що не брав участі в битві (Норфолк не вважав за потрібне попередити його), виїхав до Лондона і залишив Абергавенні в тилу бунтівників. Абергавенні прибув до Лондона вже в лютому, щоб очолити опір в Саусварку.

### Марш на Лондон

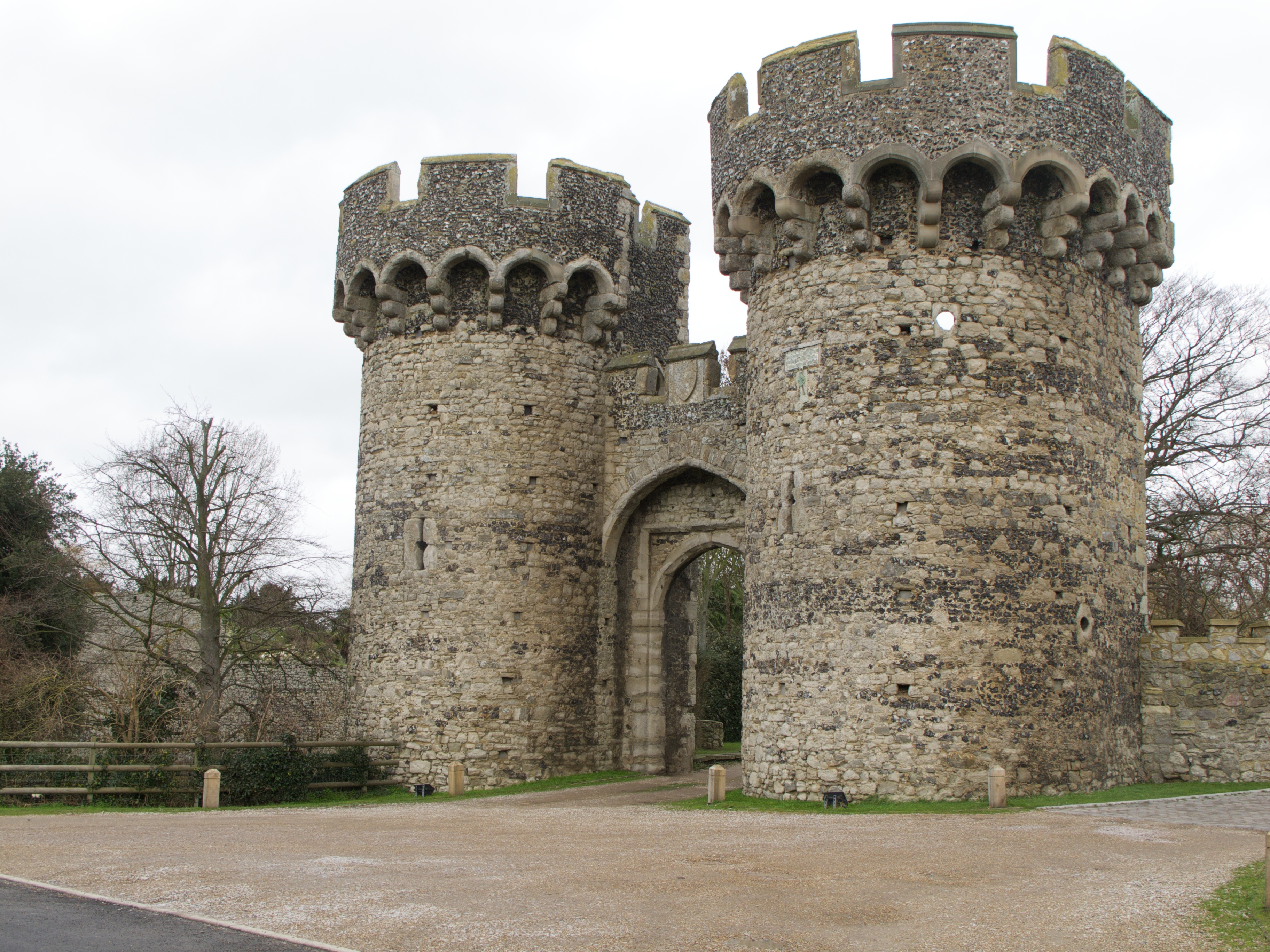
Ворота замку Кулінг — у XVII столітті резиденції баронів Кобхем

Якби 29 січня Ваєтт, як радили йому офіцери лондонців, негайно пішов на незахищений Лондон, результат повстання міг скластися на його користь. Але Ваєтт витратив час на другорядні цілі, давши Марії можливість завоювати громадську думку і організувати опір.
Вранці 30 січня заколотники силами до 2000 осіб обложили замок Кулінг, що належав тестеві Ваєтта барону Кобхему. Барон очолював сили лоялістів в Грейвсенді, а троє його синів брали активну участь у заколоті. Розбивши гарматними пострілами розвідний міст, заколотники розграбували замок і доставили барона до Ваєтта. Ввечері 30 січня заколотники, рухаючись в сторону Лондона, досягли Грейвсенда, увечері 31 січня — Дартфорда. Становище Марії стало настільки нестерпним, що вона була готова відкласти одруження. Населення Лондона відкрито схилялося на бік заколотників. У цей день Марія направила Ваєтту другу пропозицію до перемир'я, але Ваєтт королеві не довіряв і висунув неприйнятні зустрічні умови: королева повинна здати повстанцям ключі від Тауера і стати заручницею Ваєтта.
Мирне вирішення конфлікту стало неможливим: обурена нахабством Ваєтта Марія рішуче налаштувалася на повний військовий розгром заколоту. 1 лютого королева, відмовившись від посередництва непрацездатної Таємної ради, безпосередньо звернулася за підтримкою до лондонців. У супроподі вірних лордів Марія приїхала в Гілдхолл і роз'яснила стан справ лондонському купецтву. Марія процитувала знущальні умови Ваєтта і визнала, що «іспанський шлюб» розколов суспільство, а потім запропонувала вирішити питання про шлюб через парламент. Громадська думка, яка ще вранці схилялася на бік заколотників, змінилася на користь королеви. Новим командувачем урядових сил став Вільям Герберт, граф Пемброк, комендантом міста — Вільям Говард. Вільям Педжет відновив контроль корони над Таємною радою. Абергавенні організував оборону південних передмість Лондона, а Саутвелл повернувся в Кент, щоб загрожувати бунтівникам з їх власного тилу.

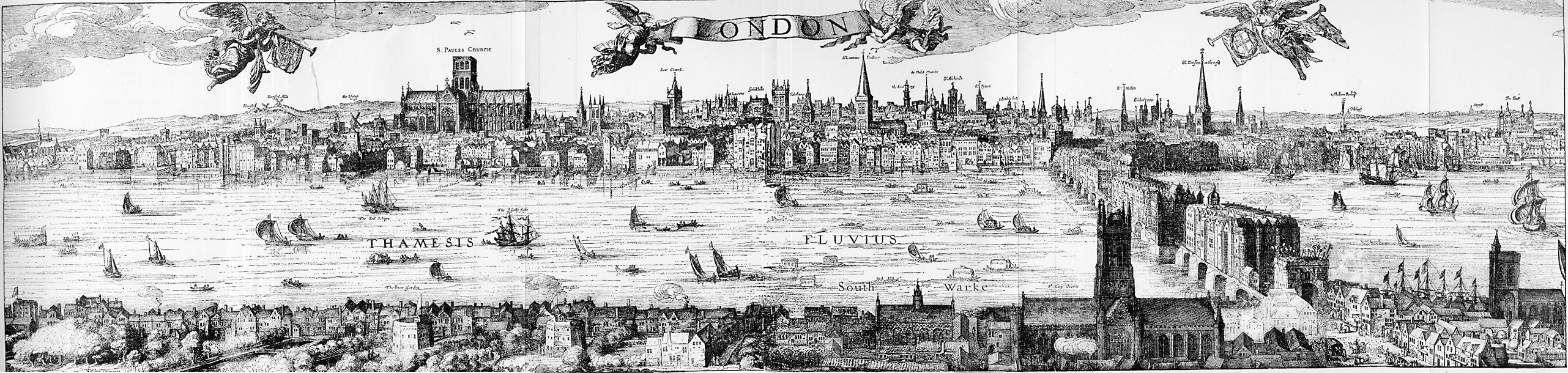
Вид Лондона з південного берегу Темзи, гравюра 1616 року. На передньому плані — передмістя Саусварк, праворуч — Лондонський міст

Вранці 3 лютого бунтівники дійшли до Саусварка, передмістя Лондона на правому (південному) березі Темзи. Єдиний міст через Темзу надійно охороняли прихильники королеви на чолі з Абергавенні, і Ваєтт не зважився на штурм мосту. Пемброк, в свою чергу, не робив активних вилазок, справедливо вважаючи, що час працює проти Ваєтта. За три дні стоянки у Саусварку заколотники поповнили свої ряди і ополченцями-перебіжчиками, і місцевими обивателями. Ймовірно, останні не стільки співчували заколоту, скільки намагалися захистити свою власність від розграбування — однак, за винятком пограбування палацу Гардінера, поведінка заколотників була зразковою. На військовій нараді одні союзники запропонували Ваєтту повернутися в Кент, щоб придушити лоялістські загони, інші — піти в ще не охоплений повстанням Ессекс. Але Ваєтт розсудив, що ключ до захоплення влади залишається в Лондоні. Рада постановила переправитися через Темзу на захід від Лондона і йти на штурм його західних воріт північним берегом річки. Ваєтт запевнив повсталих, що облога не потрібна: його союзники в Лондоні відкриють ворота.
У поході на Лондон брали участь від 2 до 3 тисяч осіб, історія зберегла імена близько 750 з них. 560 з 750 жили в Кенті, велика частина решти — в Лондоні і Саусварку. На думку Лодса, цифра в 750 осіб становить приблизно п'яту частину від загального числа заколотників і 40-50 % від ядра активних бунтівників.

### Розгром

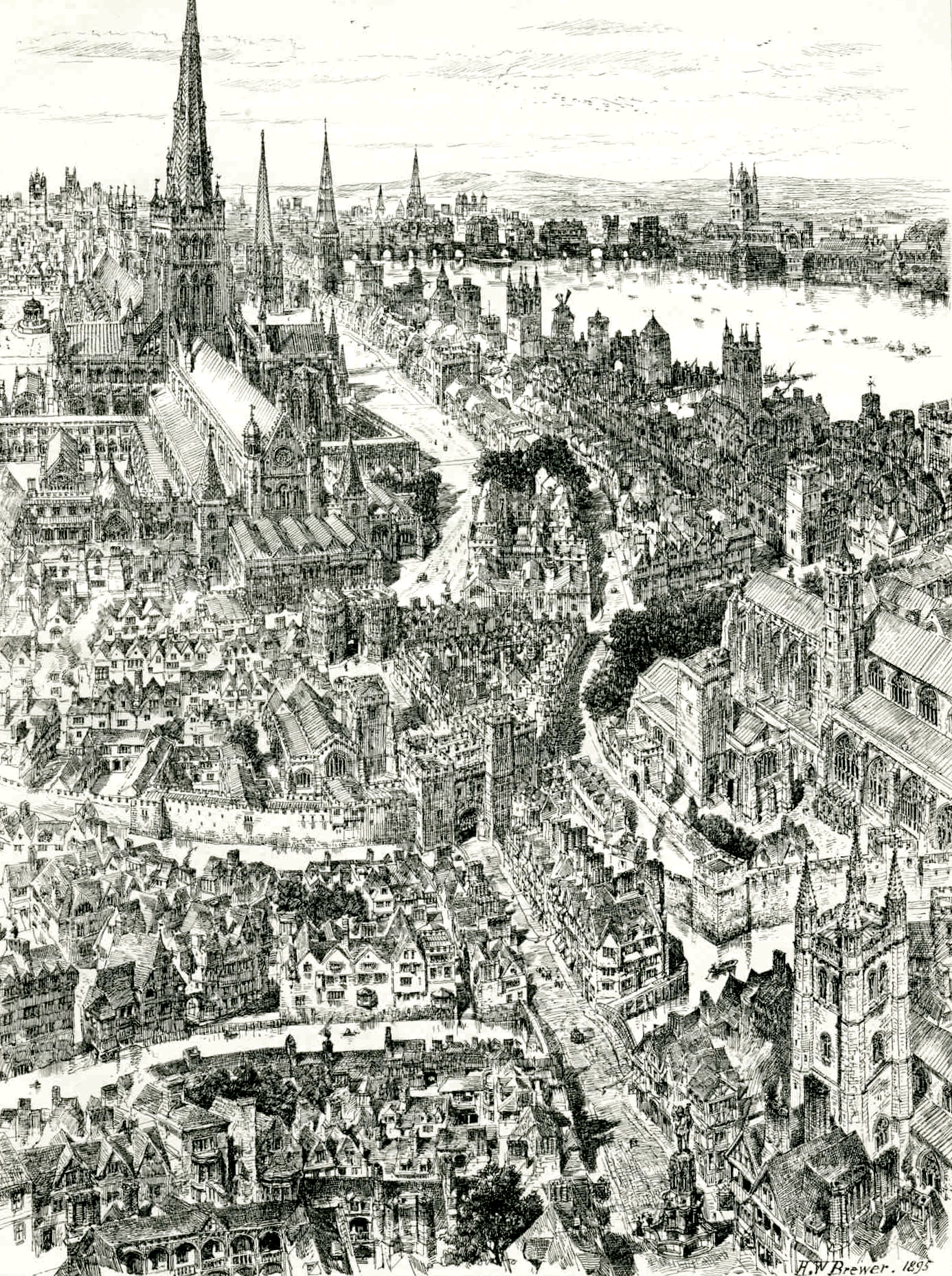
Місце останнього бою Ваєтта (художня реконструкція 1895 року). У центрі — Ладгейтські ворота, на передньому плані — Фліт-стріт. Ліворуч за воротами — собор Святого Павла, праворуч вгорі (за річкою) — Саусварк

6 лютого Ваєтт повів своє військо з Саусварку на південний захід, у Кінгстон-апон-Темс. Бунтівники перейшли Темзу Кінгстонським мостомKingston Bridge, London, але їх артилерія загрузла в трясовині. Втративши декілька годин в марних спробах визволити гармати, вночі з 6 на 7 лютого Ваєтт потайки пройшов лівим берегом Темзи до західних передмість Лондона. На світанку 7 лютого бунтівники побачили мету — міську стіну лондонського Сіті, а перед нею — війська Пемброка. Лондон був вражений звісткою про те, що Ваєтт готує відкритий напад місто. Паніка і напруга були викликані не стільки страхом перед Ваєттом, скільки взаємною недовірою серед лондонців: кожен підозрював кожного в зраді.
Після нетривалої зупинки в НайтсбріджіKnightsbridge Ваєтт зважився на штурм. Протестантський вікарій Кінгстона Вільям Олбрайт благословив заколотників на вирішальний бій. Бій під Чарінг-Кроссом, що розпочалась пополудні 7 лютого в лощині між Найтсбріджем і Ладгейтськими воротамиLudgate лондонського Сіті, описаний сучасниками вкрай суперечливо. Після нетривалої перестрілки одні урядові загони відступили, відкривши Ваєтту шлях до центру міста, а інші втекли. Син Ваєтта Джордж вважав, що Пемброк лише дивом уникнув долі Норфолка. На думку Лодса, Пемброк вийшов з бою, побоюючись масової зради своїх ненадійних ополченців. Можливо, що Пемброк навмисно відступив, давши заколотникам прорватися до воріт, розраховуючи надалі їх оточити. Достеменно відомо лише те, що Ваєтт, просунувся по Стренд і Фліт-стріт і майже безперешкодно дійшов до замкнених Ладгейтських воріт, які обороняв Вільям ГовардWilliam Howard, 1st Baron Howard of Effingham.
Ймовірно, Ваєтт розраховував на повторення подій під Рочестером, але цього разу лондонські ополченці залишилися вірними королеві. Ваєтт не зважився на штурм воріт, і близько п'ятої години вечора його військо, переслідуване урядовими загонами, відступило на захід до застави Темпл-БарTemple Bar, London. За весь день обидві сторони втратили близько сорока чоловік вбитими, а всього за 18 днів повстання загинули від 60 до 70 осіб. Увечері 7 лютого Ваєтт здався на милість переможців, а його найближчі союзники відмовилися від продовження боротьби. Активно чинив опір лише невеликий загін Катберта Вогана, посланий Ваєттом у Вестмінстер. У західних передмістях Лондона почалися масові арешти.

## Суди і страти

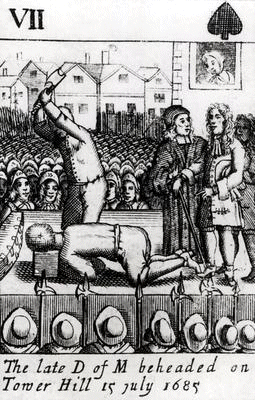
Страта відсіканням голови на Тауер-Хілл. Гравюра 1685 року

До вечора 7 лютого майже всі значні учасники походу Ваєтта були заарештовані і доставлені в Тауер, лише небагатьом вдалося втекти. Незабаром всі в'язниці були переповнені, і заарештованих почали розміщувати в церквах. Саутвелл розгорнув тимчасовий штаб в замку Аллінгтон, керуючи звідти каральними загонами, що прочісували графство. 17 лютого йому на допомогу прийшли 300 вершників герцога Пемброка. Кентські в'язниці, як і лондонські, швидко переповнилися, а карателі не квапилися судити заколотників, чекаючи сигналів із Лондона. Було не зрозуміло, чи готова Марія до масових страт, або ж вона волітиме помилувати простих заколотників.
Після розгрому заколоту придворні партії зробили свої, різні, висновки з подій. Ренар вирішив, що іспанські інтереси в Англії вимагають фізичного усунення Єлизавети і Кортні. Гардінер, який захищав Кортні, вирішив, що безпека країни вимагає викорінення протестантизму. Педжет, що представляв військову партію, добивався помилування бунтівників. Карл V закликав Марію жорстко покарати організаторів і проявити милість до рядових заколотників. Сама ж Марія переконала себе, що народ Англії все-таки підтримує її, а повстання Ваєтта — справа нечисленних «єретиків і агітаторів». Після того, як пройшла гарячка перших днів лютого, вона передала слідство і суди Таємній раді.
Перший суд над тридцятьма трьома лондонцями, які перейшли на бік Ваєтта під Рочестером, відбувся вже 10 лютого. 12 лютого в Лондоні засудили ще 147 осіб. В цей день в Лондоні були зведені перші шибениці, а в Тауері таємно обезголовили леді Джейн Грей і її чоловіка. Перша масова страта 45 заколотників відбулася в Лондоні 14 лютого. У Лондоні стратили тільки місцевих жителів, а кентських заколотників (включаючи братів Айслі, Вогана, Діґґса, крім самого Ваєтта) Рада віддала до рук Саутвелла. Деякі із засуджених дворян були помилувані, а через кілька днів — знову засуджені. Олександр Бретт (капітан лондонців, які перейшли на бік бунтівників під Рочестером) був страчений, а Воган і Діґґс вижили. Генрі Грей, батько леді Джейн, був обезголовлений 23 лютого.
До кінця лютого були засуджені близько 480 осіб, але масові страти знову відкладалися. Потім близько шістсот осіб, які були сковані по двоє і по троє, привели під конвоєм до Марії, і королева, на радість лондонців, відпустила їх на волю. За підрахунками істориків, основний удар правосуддя припав на жителів Лондона: з 76 засуджених до смерті були страчені 45 осіб. З 350 засуджених жителів Кента були страчені менше тридцяти (включаючи Ваєтта і ще сімох або вісьмох дворян). Загальне число страчених, на думку Лодса, не перевищило сотні людей, з яких 71 особа відома поіменно.
11 квітня 1554 Ваєтт був страчений на Тауер-Хілл. Йому дозволили виголосити промову, в якій він обстоював невинність Єлизавети і Кортні. Кат зумів обезголовити Ваєтта з одного удару, тіло страченого проволокли по вулицях Лондона, а відрубану голову виставили на жердині поблизу Тайберна. Через кілька днів вона зникла без сліду — так само, як дев'ятьма роками раніше пропала голова Томаса Мора.
17 квітня 1554 відбувся суд над Ніколасом Трокмортоном. Звинувачення проти нього спиралося на свідчення Катберта Вогана, Трокмортон захищався самостійно: кримінальний процес XVI століття не допускав участі адвокатів у справах про державну зраду. Після десяти годин дебатів суд присяжних виправдав Трокмортона. Присяжні, які наважилися стати проти волі королеви, вирушили на півроку до в'язниць, а Трокмортон залишився в Тауері. Обвинувачення не зуміло зібрати нових доказів проти нього, і 18 січня 1555 року він вийшов під заставу у 2000 фунтів. Процес Трокмортона став важливою віхою в розвитку британської юстиції. Вже в часи Єлизавети його матеріали вивчалися і коментувалися, в XVII столітті захист Трокмортона став зразком для нових «державних злочинців», а в XVIII–XX століттях протоколи процесу неодноразово перевидавалися.
Жоден бунтівник, включаючи арештованого 12 лютого Кортні, не надав слідчим свідчень проти Єлизавети. Встановлені слідством епізоди не давали приводу до кримінального переслідування принцеси. 16 березня 1554 року Гардінер влаштував Єлизаветі суворий допит, але та витримала і нічого не визнала. 18 березня Єлизавету ув'язнили в Тауері. Ренар знову вимагав стратити Єлизавету, але більшість Таємної ради вирішила врятувати її як єдину легітимну спадкоємицю бездітної Марії. До кінця квітня вороги Єлизавети остаточно переконалися, що не мають у розпорядженні ніяких доказів для законного суду, а незаконна розправа могла спричинити народні обурення. Режим утримання принцеси і її свити в Тауері пом'якшили, а потім Єлизавету вислали у Вудсток. До палацу вона повернулася лише в квітні 1555 року, під час хибної вагітності Марії.

## Значення повстання
У січні 1554 року Ваєтт наблизився до захоплення верховної влади, як жоден інший бунтівник епохи Тюдорів. Але, на думку Флетчера і МакКаллока, значення повстання Ваєтта було не в цьому, а в його поразці. До повстання Ваєтта дворянство вважало заколот останнім, але все ж прийнятним засобом вирішення політичних криз. Крах повстання переконав англійські правлячі верстви в тому, що час заколотів минув. Дворянська опозиція зосередилася на парламентських засобах протидії волі королеви і швидко навчилася використовувати парламент у своїх інтересах. Вже за життя Марії парламент спочатку перешкодив коронації Філіпа і забезпечив права Єлизавети на престолонаслідування, а потім переконав Марію в неможливості реституції церковних земель.
На думку Лодса, поразка Ваєтта об'єднала опозиційне дворянство навколо Єлизавети. Ця опозиція, слідом за самою Єлизаветою, відмовилася від радикальних дій. Сучасник повстання, скарбник Джон ХаррінгтонJohn Harington (treasurer) склав епіграму: «Заколот не може скінчитися удачею; Коли він переможе — його кличуть інакше» (англ. Treason doth never prosper. What's the reason? Why, if it prosper, none dare call it treason). Саме представники партії поміркованих і склали уряд Єлизавети, а радикали (виключаючи Трокмортона) виявилися на другорядних ролях. Єлизавета прекрасно розуміла розкриту повстанням Ваєтта загрозу з боку дворян-парламентарів і їх безземельних молодших синів — тієї самої сили, що очолила повстання Ваєтта. Єлизавета підпорядкувала внутрішню політику ідеї примирення з дворянством, а зовнішні війни і колоніальні загарбання поглинули енергію найбільш активної його частини — в тому числі колишніх змовників Арнолда, Керью і Вогана.

## Долі заколотників, що вижили
- Ніколас Арнолд[en] (1507–1580) був випущений з Тауера в січні 1555 року. У квітні — вересні 1556 року він був заарештований за підозрою в участі у змові Генрі Дадлі[en] і знову зумів вийти сухим з води. У 1560-х роках брав активну участь в колонізації Ірландії, суперничав за вплив з лордом-лейтенантом Ірландії[en]. Після полишення Ірландії багато років представляв в парламенті графство Глостер[126].

- Катберт Воган (1520–1563) після звільнення продовжив життя солдата. У 1563 році він загинув у Гаврі при обороні міста від католиків[127].

- 'Леонард Діґґс[en] (бл. 1515–1559) втратив майно, але зберіг життя. Після повстання він прожив всього п'ять років, його трактат «Stratioicos» був виданий посмертно. Його син Томас Діґґс (1546–1595) також став математиком і астрономом, онук Дадлі Діґґс[en] (1583–1639) — дипломатом, онук Леонард Діґґс[en] (1588–1635) — письменником.

- Пітер КерьюPeter Carew[en] (1514–1575), що емігрував у Францію, кілька місяців намагався знайти фінансування для заколоту Генрі Дадлі[128]. Влітку 1556 року Керью був заарештований Педжетом у Фландрії, вивезений в Англію і відсидів кілька місяців у Тауері. У 1557 році Керью брав участь у військовій експедиції до Франції. У 1568 році Керью вирушив до Ірландії, щоб повернути контроль над землями, що нібито належали йому. Судові спори швидко переросли в збройний конфлікт з місцевими землевласниками і спровокували перший заколот Десмонда Desmond Rebellions[en]. Уряд Єлизавети, який загруз в колонізації Ірландії, визнав дії Керью занадто радикальними і примусив його повернутися в Англію. Незабаром після смерті Керью Джон ХукерJohn Hooker (English constitutionalist)[en] написав його докладну біографію, одну з перших англійських книг цього жанру. На думку історика еміграції XVI століття Крістін Гарретт, Керью «можливо, був самою значною і пророчою фігурою серед усіх діячів еміграції [часів Марії Тюдор]»[129].

- Едвард Кортні перебував під вартою спочатку в Тауері, а потім в замку Фотерінгей до початку квітня 1555 року[130]. В кінці квітня або на початку травня 1555 року Кортні виїхав у вигнання[131]. Майже півроку він провів при дворі Карла V в Брюсселі, а з січня 1556 року влаштувався в Падуї[132]. Смерть Кортні 18 вересня 1556 року спричинила стійкі чутки про його отруєння[133].

- Джеймс Крофт (бл. 1518–1590) витримав тортури в Тауері, але не обмовив Єлизавету. Зійшовши на престол, Єлизавета відновила Крофта в правах на конфісковане при Марії майно, а сам Крофт став клієнтом фаворита Єлизавети Роберта Дадлі[134]. З 1563 року до своєї смерті Крофт представляв Хартфордшир в парламенті і займав другорядні посади в місцевій адміністрації.

- Вільям Пікерінг (1515 або 1516–1575) у лютому 1554 втік до Франції, де разом з Керью готував морську операцію проти «іспанських загарбників». У березні 1555 року він був помилуваний і незабаром повернувся в Англію. Після коронування Єлизавети іноземні посли доносили, що неодружений Пікерінг був найбільш вірогідним кандидатом в чоловіки Єлизавети, але сам Пікерінг публічно заперечував це. Він не повернувся у велику політику і прожив решту життя у своїх маєтках[128][135].

- Ніколас ТрокмортонNicholas Throckmorton[en] (1515 або 1516–1571) в червні 1556 року втік з країни, побоюючись переслідування у зв'язку зі змовою Генрі Дадлі[118]. Завдяки заступництву численної рідні (у Трокмортона було сім братів[136]) в 1557 році він домігся помилування і повернув конфісковані маєтки. Повернувшись до Англії, Трокмортон встановив контакт з Єлизаветою і приєднався до протестантської партії[137]. Після коронування Єлизавети Трокмортон зробив швидку придворну кар'єру, служив послом у Франції і при дворі Марії Стюарт. У 1570 році Трокмортона запідозрили в участі в Північному повстанні, взяли під варту, але незабаром звільнили через його нездоров'я. Він помер під слідством, але на волі в лютому 1571 року[138][139].

Повний список заколотників, що вижили і емігрували з країни, наводиться в біографічному словнику Крістін Гарретт «Емігранти епохи Марії» (англ. The Marian Exiles), вперше виданому в 1938 році.

## Повстання в культурі
Перший короткий опис повстання, складений Джоном Мітчеллом, був надрукований вже в березні 1554 року у вигляді глави в «Короткій хроніці королів Англії». Повний історичний опис склав в тому ж році священик Джон Проктор. У січні — лютому 1554 року Проктор завідував школою в Тонбріджі, в одинадцяти милях від бази Ваєтта в Мейдстоуні. «Історія повстання Ваєтта» Проктора була видана в кінці грудня 1554 року в Лондоні і перевидана в січні 1556 року. Проктор дотримувався вірнопідданської позиції і католицької віри і шукав причини бунту в єресі, яку сам Ваєтт нібито приховував від своїх спільників. Після двох видань книга Проктора була надовго забута, але в XX столітті вона була знову визнана найважливішим історичним джерелом.
У 1995 році вийшов роман Барбари Кайл «Дочка короля» (The King's Daughter), дія якого відбувається в Лондоні під час повстання Ваєтта.
У кінематографі повстання Ваєтта відображено епізодично — як розв'язка історії леді Джейн Грей або як зав'язка історії про прихід до влади Єлизавети. У фільмі 1986 року «Леді Джейн» повстання показане з точки зору сімейства Генрі Грея. Роль Генрі Грея, що вирушає підіймати заколот, виконав Патрік Стюарт. У телефільмі 2005 року «Королева-незаймана», що починається з арешту Єлизавети 18 березня 1554 року, показані сцени тортур і страти Ваєтта (в ролі Томаса Ваєтта — Браян ДікBryan Dick). В англійській телевиставі 1971 року «Єлизавета R»Elizabeth R, головною темою якої стала еволюція відносин Марії та Єлизавети, вимовлені Ваєттом слова («Боже, бережи принцесу Єлизавету» замість «Боже, бережи королеву Марію») стали приводом до змін в психіці Марії. За задумом творців вистави, Марія і в ході повстання, і після нього зберігала тепле відношення до зведеної сестри — до того, як Ваєтт під тортурами обмовив Єлизавету. Слова Ваєтта зруйнували крихкий мир в королівській родині, Марія втратила віру в людей і занурилася в релігійний фанатизм.